# Evangelische Kirche Roetgen

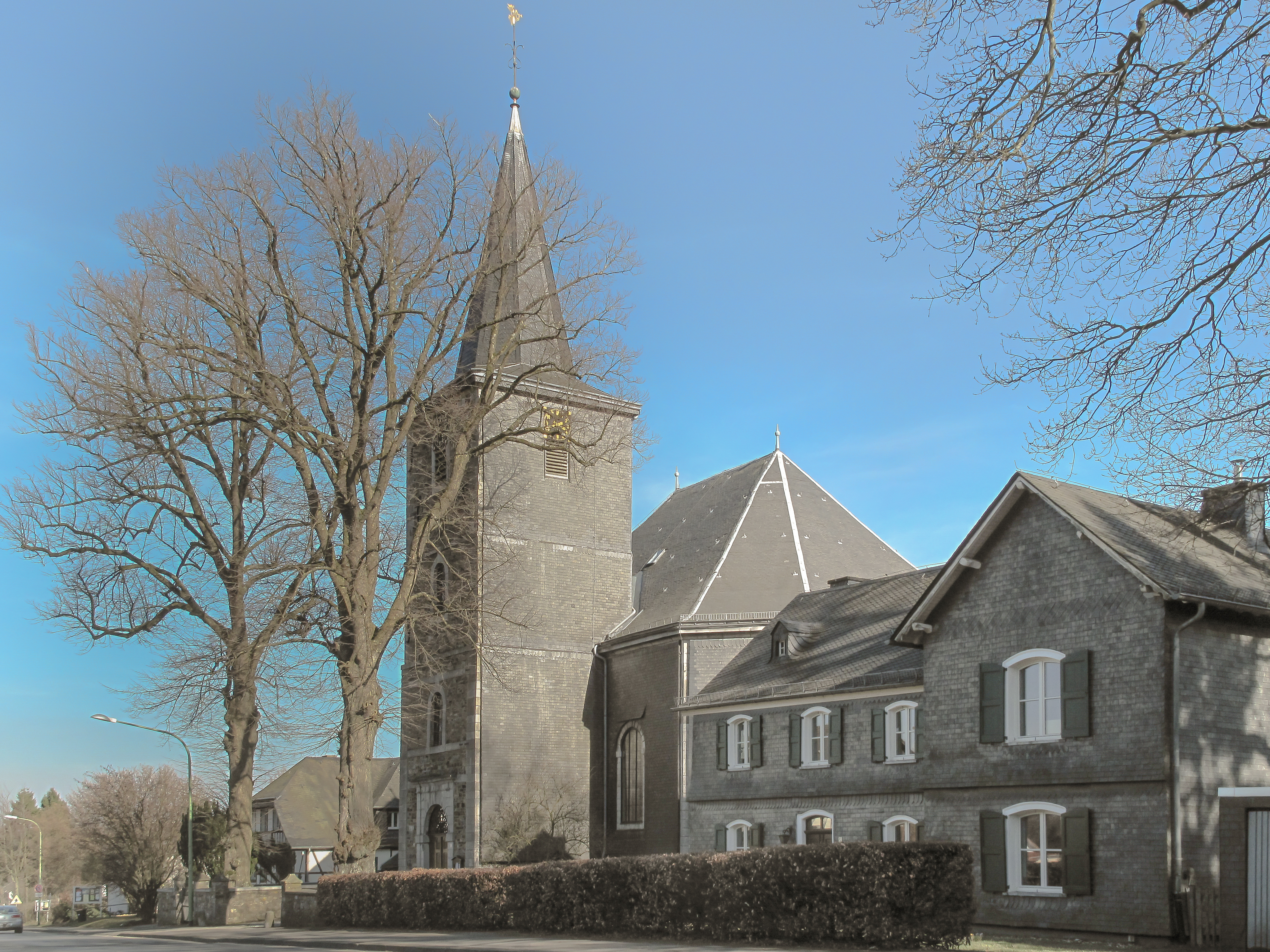
Evangelische Kirche Roetgen

Die evangelische Kirche in Roetgen, einer Gemeinde in der Städteregion Aachen, ist eine von 1779 bis 1782 nach dem Vorbild der Evangelischen Kirche Odenkirchen im Stil des Barock erbaute Saalkirche. Vorbild ist die reformierte Kirche in Rheydt-Odenkirchen. Typisch für eine reformierte Kirche ist das schmucklose Äußere und Innere des Gebäudes, das aber durch die klare Architektur besticht. Wesentlich älter ist die von der Gemeinde zugekaufte Orgel und die Kanzel.
Im 18. Jahrhundert entstand durch Übertritte von Katholiken eine reformierte Kirchengemeinde, die zunächst die Finkenbergkirche in Stolberg besuchte. 1779 erhielt sie das Recht, eine Kirche zu bauen und Martin Coenen als Pfarrer anzustellen.
1830 wurde der bis dahin stumpfe Turmabschluss durch die heutige Turmspitze ersetzt, gekrönt mit dem Posaunenengel, dem im Herzogtum Jülich üblichen Symbol der Reformierten. Während der Amtszeit von Pfarrer Friedrich-Wilhelm Eltester wurden die Bänke erneuert und ein Altar vom Aachener Bildhauer Benno Werth erstellt. Das zur Kirche gehörende Pfarrhaus datiert auf 1783–1784.